# Индерски район
Индерски район (на казахски: Индер ауданы) е съставна част на Атърауска област, Казахстан, обща площ 11 400 км2 и население 32 177 души (по приблизителна оценка към 1 януари 2020 г.). Административен център е Индерборски.